# Пенвенан
Пенвена́н (фр. Penvénan, брет. Perwenan) — коммуна во Франции, находится в регионе Бретань. Департамент — Кот-д’Армор. Входит в состав кантона Трегье. Округ коммуны — Ланьон.
Код INSEE коммуны — 22166.

## География
Коммуна расположена приблизительно в 420 км к западу от Парижа, в 145 км северо-западнее Ренна, в 55 км к северо-западу от Сен-Бриё.
Коммуна расположена на южном берегу пролива Ла-Манш.

## Население
Население коммуны на 2016 год составляло 2 571 человек.
| 1962 | 1968 | 1975 | 1982 | 1990 | 1999 | 2010 | 2016 |
| ---- | ---- | ---- | ---- | ---- | ---- | ---- | ---- |
| 2465 | 2508 | 2614 | 2450 | 2489 | 2434 | 2620 | 2571 |

## Администрация
| Период | Период | Фамилия       | Партия        | Примечания |
| ------ | ------ | ------------- | ------------- | ---------- |
| 1976   | 1983   | Эдуар Лоран   |               |            |
| 1983   | 1995   | Гийом Жельгон |               |            |
| 1995   | 1997   | Огюстен Анри  |               |            |
| 1997   | 2008   | Фернан Ле Дюк |               |            |
| 2008   |        | Мишель Деньо  | Разные правые | пенсионер  |

## Экономика
В 2007 году среди 1414 человек в трудоспособном возрасте (15—64 лет) 886 были экономически активными, 528 — неактивными (показатель активности — 62,7 %, в 1999 году было 61,8 %). Из 886 активных работали 810 человек (426 мужчин и 384 женщины), безработных было 76 (40 мужчин и 36 женщин). Среди 528 неактивных 102 человека были учениками или студентами, 277 — пенсионерами, 149 были неактивными по другим причинам.

## Достопримечательности
- Часовня Нотр-Дам-де-Пор-Блан (XVI век). Исторический памятник с 1936 года[3]
- Часовня Св. Николая (XVII век)
- Часовня Сен-Гонваль (XVIII век)
- Усадьба Кербельван (XIV век). Исторический памятник с 1970 года[4]
- Могилы эпохи неолита. Исторический памятник с 1936 года[5]
- Менгир Кервенью (эпоха неолита). Исторический памятник с 1965 года[6]
- Менгир Кербельван (эпоха неолита). Исторический памятник с 1970 года[7]

## Фотогалерея

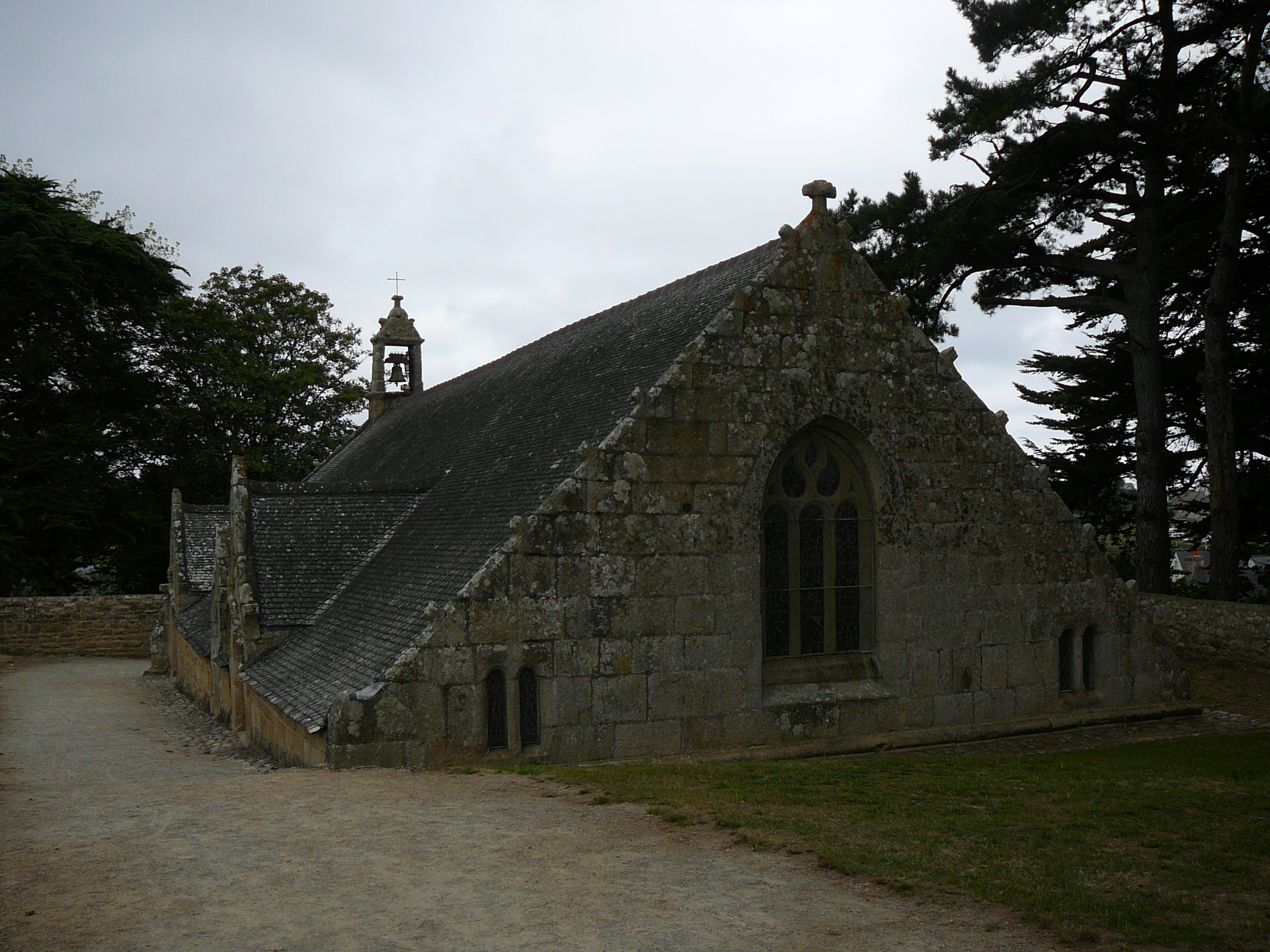
Часовня Нотр-Дам
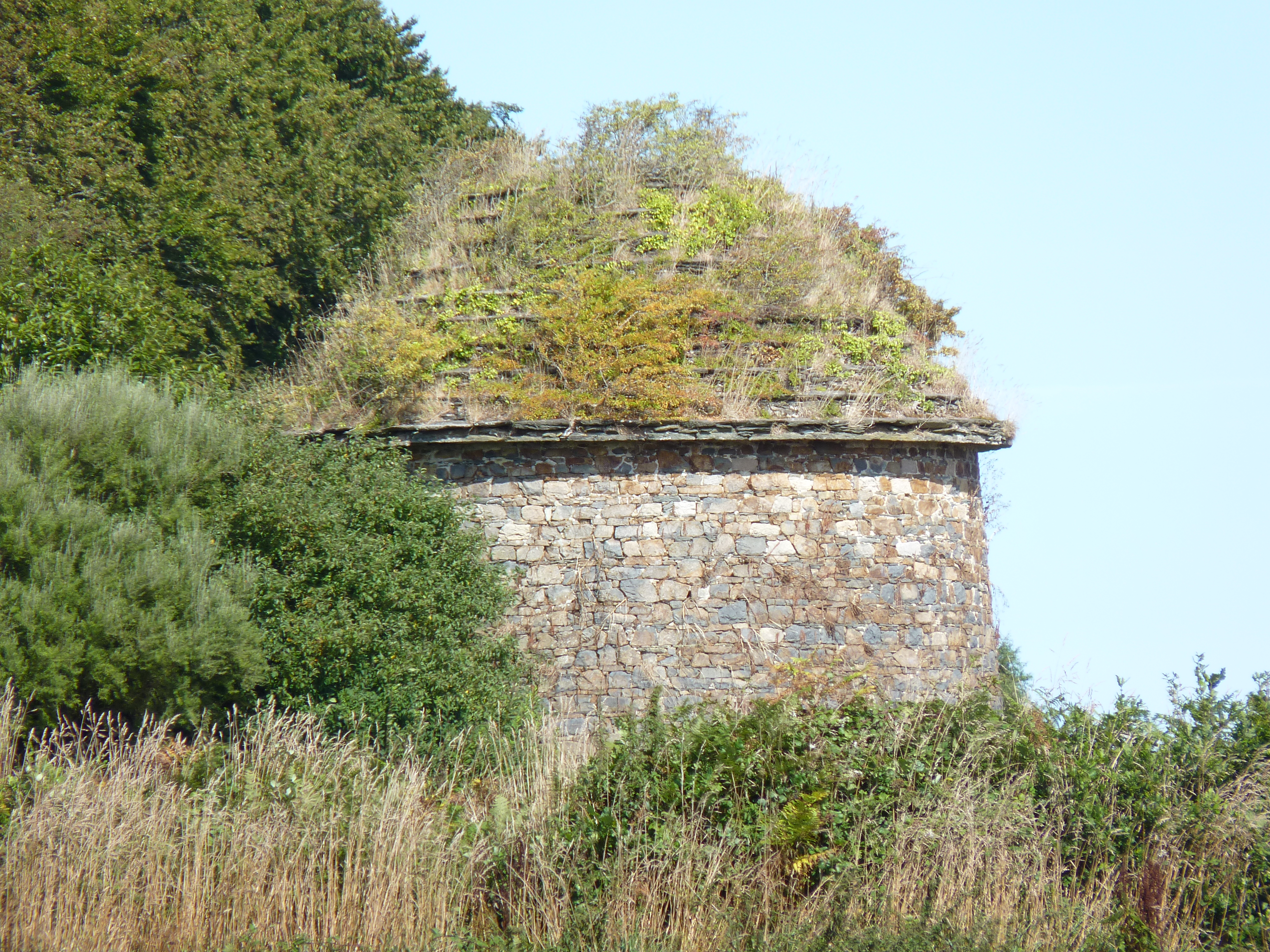
Голубятня в усадьбе Кербельван
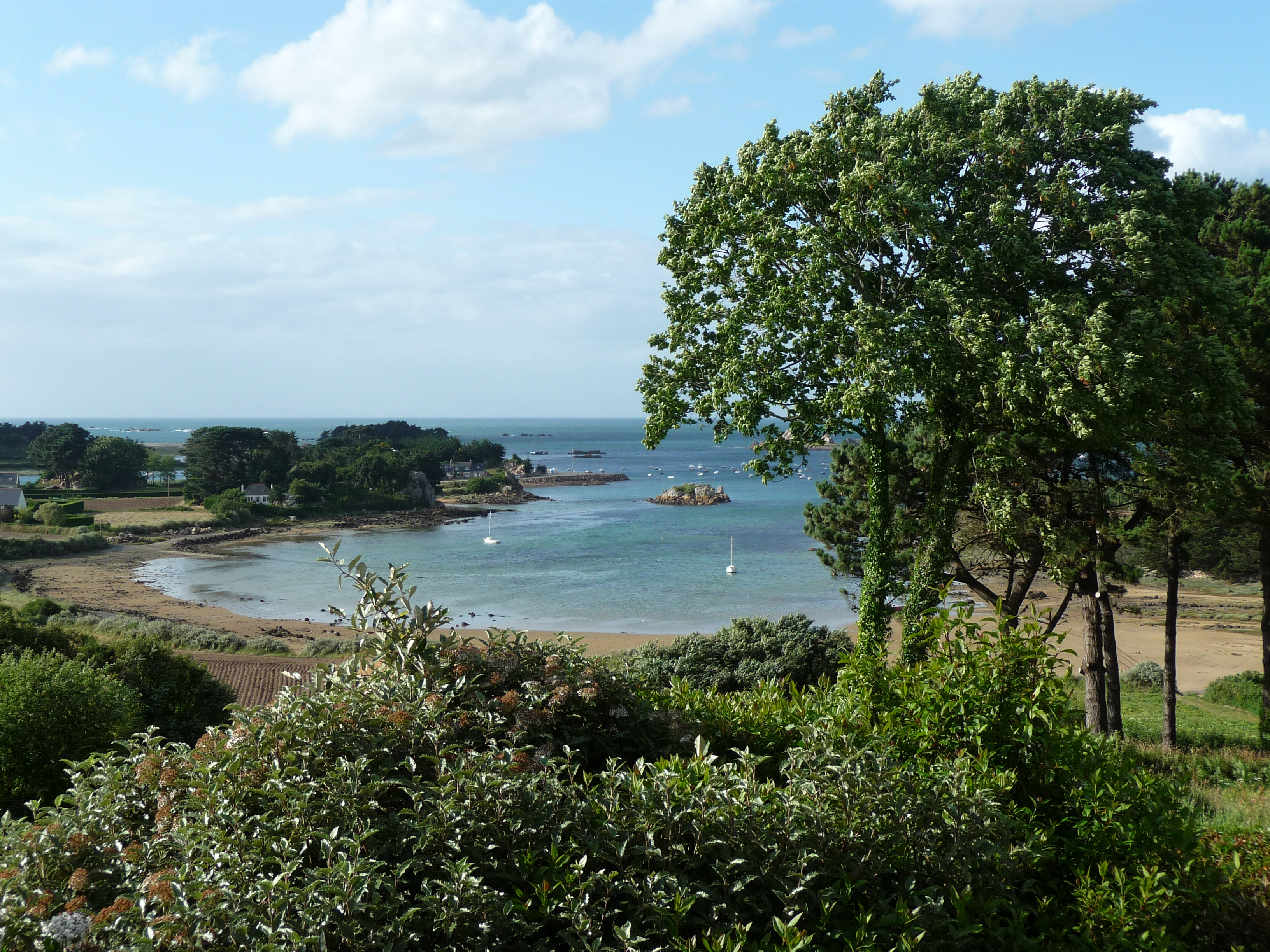
Порт Бугелес
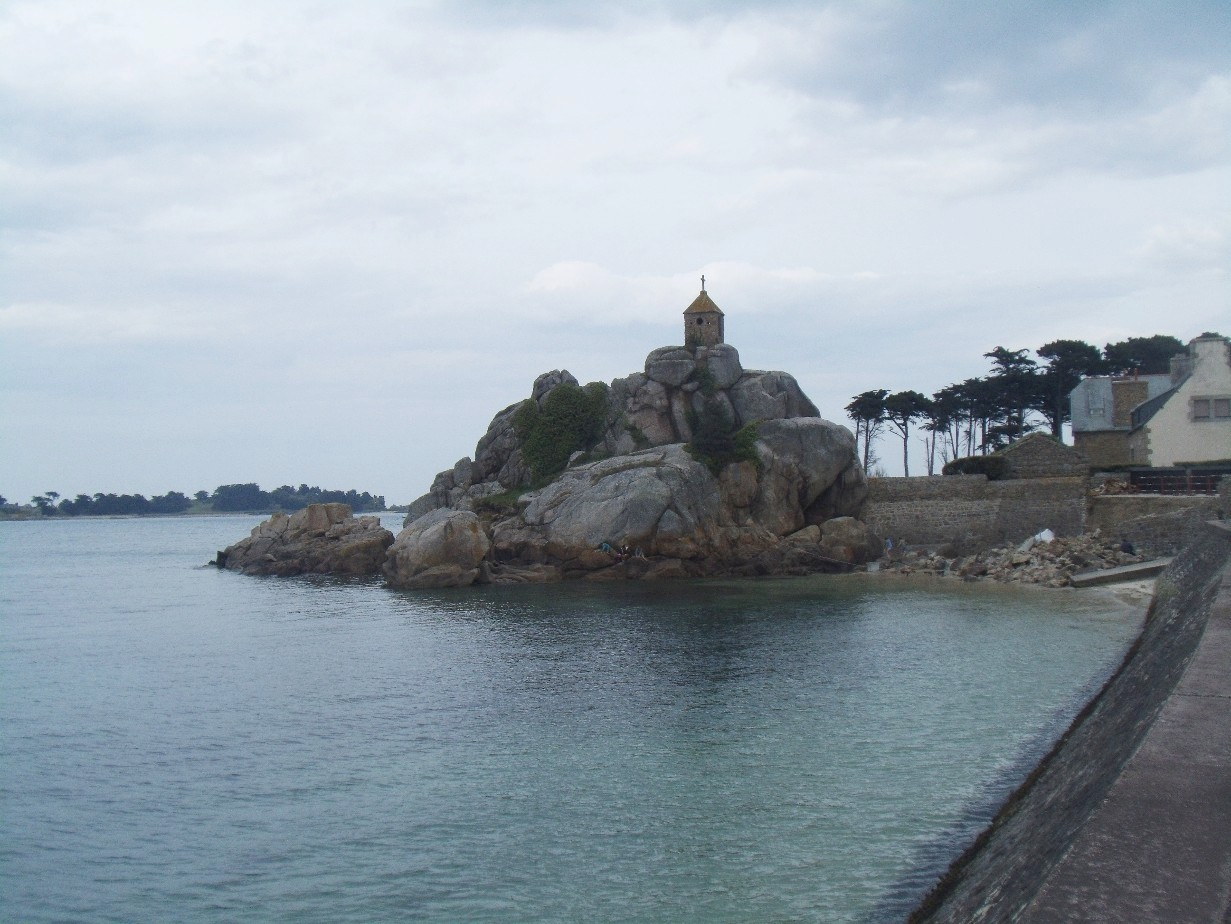
Скала Сентинель
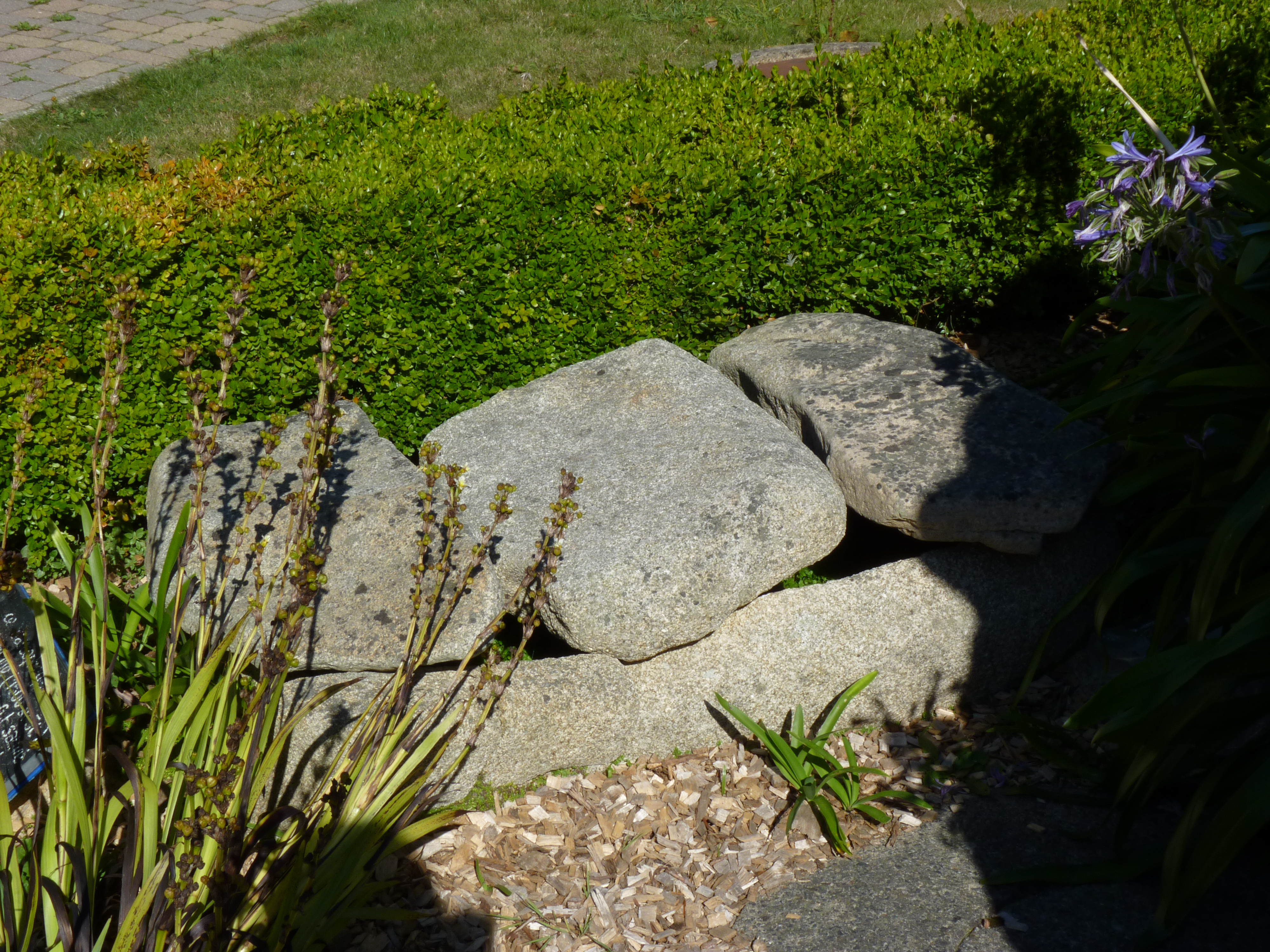
Могилы эпохи неолита
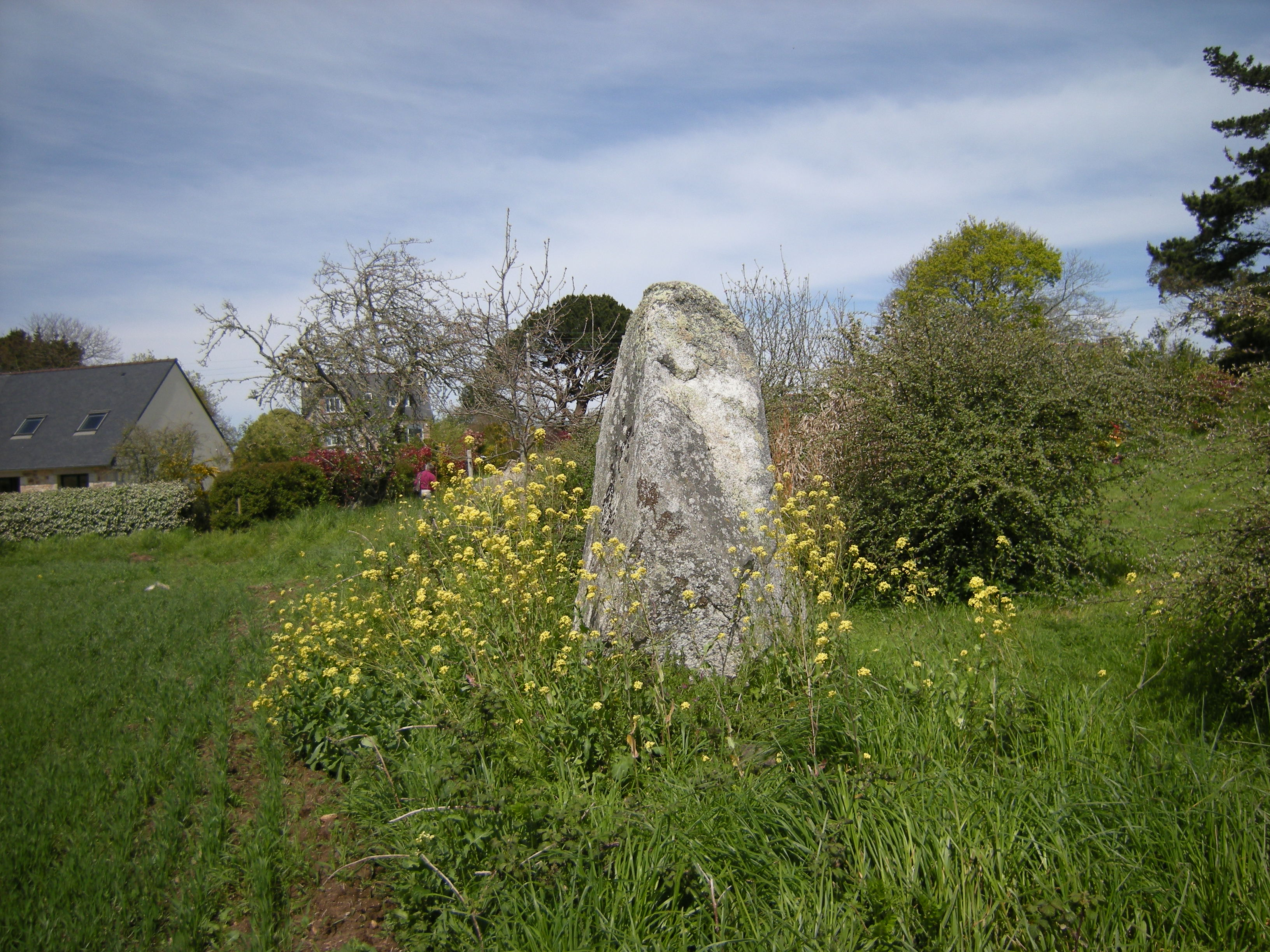
Менгир Кервенью